# Джо Віллок
Джо Віллок (англ. Joe Willock, нар. 20 серпня 1999, Волтем-Форест) — англійський футболіст монтсерратського походження, півзахисник клубу «Ньюкасл Юнайтед».

## Клубна кар'єра
Народився 20 серпня 1999 року в місті Волтем-Форест. Вихованець футбольної школи клубу «Арсенал». За основний склад команди дебютував 20 вересня 2017 року в матчі Кубка англійської ліги проти «Донкастер Роверс», вийшовши на заміну 84-й хвилині замість Ріса Нелсона. Через 8 днів вийшов у стартовому складі на матч групового етапу ліги Європи проти БАТЕ. У англійській Прем'єр-лізі дебютував 15 квітня 2018 року, вийшовши у стартовому складі на матч з «Ньюкасл Юнайтед».
1 лютого 2021 до кінця сезону на правах оренди приєднався до складу клубу «Ньюкасл Юнайтед».

## Виступи за збірні
2014 року дебютував у складі юнацької збірної Англії, взяв участь у 15 іграх на юнацькому рівні, відзначившись 5 забитими голами.

## Статистика виступів

### Статистика клубних виступів
| Сезон             | Команда           | Чемпіонат         | Чемпіонат | Чемпіонат | Національний кубок | Національний кубок | Національний кубок | Континентальні кубки | Континентальні кубки | Континентальні кубки | Інші змагання | Інші змагання | Інші змагання | Усього | Усього | Усього |
| Сезон             | Команда           | Ліга              | Ігор      | Голів     | Ліга               | Ігор               | Голів              | Ліга                 | Ігор                 | Голів                | Ліга          | Ігор          | Голів         | Ігор   | Голів  |        |
| ----------------- | ----------------- | ----------------- | --------- | --------- | ------------------ | ------------------ | ------------------ | -------------------- | -------------------- | -------------------- | ------------- | ------------- | ------------- | ------ | ------ | ------ |
| 2017–18           | «Арсенал»         | ПЛ                | 1         | 0         | КА+КЛ              | 1+3                | 0                  | ЛЄ                   | 5                    | 0                    | СА            | 0             | 0             | 10     | 0      |        |
| Усього за кар'єру | Усього за кар'єру | Усього за кар'єру | 1         | 0         |                    | 4                  | 0                  |                      | 5                    | 0                    |               | 0             | 0             | 10     | 0      |        |

## Особисте життя
Старші брати Кріс та Метті — також професійні футболісти і починали в академії «Арсеналу».

## Титули і досягнення
- Володар Кубка Англії (1):

«Арсенал»: 2019–20
Володар Суперкубка Англії (1):
«Арсенал»: 2020
- Володар Кубка Футбольної ліги (1):

«Ньюкасл Юнайтед»: 2024-25